# 전국농민회총연맹
전국농민회총연맹(全國農民會總聯盟, 약칭 전농)은 식량자급형 농업과 환경 보전을 통한 농민의 권익 보호와 민족 자주적 경제건설을 목적으로 1990년4월 24일 건국대학교에서 결성된 전국 100여개 시군농민회로 이루어진 농민단체들의 연맹체이다. 경기도연맹,강원도연맹,충남도연맹,충북도연맹,부산경남연맹,경북도연맹,광주전남연맹,전북도연맹,제주도연맹의 9개의 광역연맹체가 존재한다. 신자유주의 농업부문의 시장개방과 무분별한 농축산물의 수입개방을 반대하는 활동 등을 하고 있으며, 진보당과 연대 활동을 한다. 본부소재지는 서울특별시 용산구 한강로40가길 7 풍양빌딩 2층이다.
의장은 하원오, 부의장은 이효신, 전기환, 최상은이다.

## 강령
전국농민회총연맹 강령
1. 경자유전에 입각하여 농민적 농지소유와 이용체계를 확립하고 농업생산기반을 확충한다.
2. 농축산물 수입개방을 막아내고 식량자급형 농업을 이룩한다.
3. 농축산물 가격을 보장하고 소득보장형 농업을 실현한다.
4. 농촌환경을 보전하고 안전한 식량을 공급하여 국민의 건강권을 지키는 환경보전형 농업을 전개한다.
5. 민족자존과 식량주권을 지키기 위해 통일대비형 농업을 추진한다.
6. 전업적 가족농을 기반으로 농업의 협동화를 구축한다.
7. 농축산물 가공, 저장, 유통을 농업 생산과 연계하여 농민적 경영을 확대한다.
8. 농관련 산업의 경쟁력을 강화하고 유통체계를 개혁한다.
9. 현장 중심의 실용성 있는 농업기술을 개발하고 농민교육을 전문화하여 농업생산성을 향상한다.
10. 농업산재 및 농작물 재해대책을 완비하여 농업재해 방지, 복구 및 보상을 제도화한다.
11. 농민의 노후 생활과 복지를 실현한다.
12. 농민에 대한 의료보장제도를 확립하여 농민건강권을 실현한다.
13. 농촌 교육여건을 개선하고 농민자녀에 대한 교육기회균등을 실현한다.
14. 농촌지역 생활환경을 개선하고 문화복지시설을 확충하여 생산적 공동체 문화를 확산한다.
15. 생산농민으로서 여성농민의 권익을 신장하고 농촌지역의 여성억압적 봉건잔재를 일소한다.
16. 농협 등 농업관련 협동조합의 자주화와 민주화를 실현한다.
17. 농업관련 행정을 민주화하여 농민의 농정참여를 실현한다.
18. 농업보호와 발전을 뒷받침하는 재정, 조세, 금융정책을 실현한다.
19. 지방자치단체의 민주적 운영과 농민참여 확대를 통해 지역농업을 활성화한다.
20. 나라의 민주화, 민족의 자주화와 조국의 평화통일을 이룩한다.